# Erwin Ortner

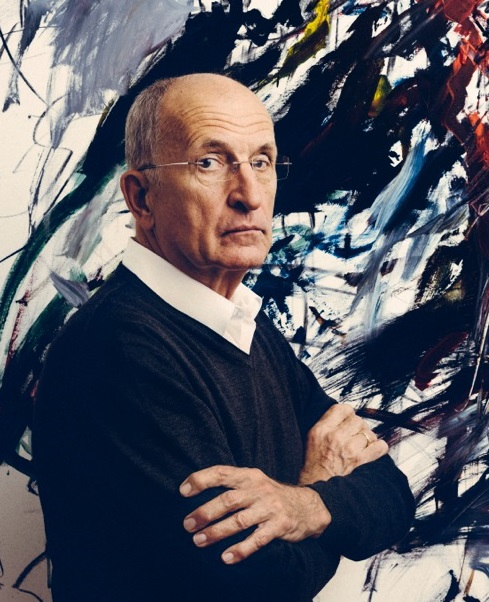
Erwin Guido Ortner (2015)

Erwin Guido Ortner (Viena, 15 de dezembro de 1947) é um maestro austríaco . É fundador e diretor artístico do Arnold Schoenberg Chor.

## Vida e Carreira
Estudou educação musical e música sacra na Universidade de Música e Artes Dramáticas de Viena. Em 1980, aos 33 anos, tornou-se professor titular de regência coral e técnica vocal coral nesta instituição, sucedendo seu professor, Hans Gillesberger. De 1996 a 2002, Erwin Ortner foi Reitor da Universidade de Música e Artes Dramáticas de Viena.
No dia 14 de dezembro de 2009 foi nomeado mestre-de-capela da Capela Real de Viena, sucedendo assim a Antonio Salieri e Hans Richter.

## Arnold Schoenberg Chor
Fundando em 1968, o Coro Arnold Schoenberg adquiriu fama a partir da colaboração longeva com Nikolaus Harnoncourt. 
Sua gravação integral da obra secular de Franz Schubert ganhou o Prêmio da Crítica das Gravadoras Alemãs, o Diapason d'or na França, o Prix Caecilia na Bélgica e o Grand Prize of the Academy Awards no Japão. Em 2001 o coro recebeu o Grammy de Melhor Performance Coral por sua gravação da Paixão segundo São Mateus de Bach com Nikolaus Harnoncourt. Em 2010, recebeu com o CD "As quatro estações" (Joseph Haydn) o Prêmio Echo Klassik.

## Prêmio Erwin Ortner
Desde 1988, a Fundação Erwin Ortner concede o Prêmio Erwin Ortner para promover a música coral e o trabalho de jovens maestros e compositores de destaque.